# Collegio uninominale Veneto 2 - 02 (2017)
Il collegio elettorale uninominale Veneto 2 - 02 è stato un collegio elettorale uninominale della Repubblica Italiana per l'elezione della Camera dei deputati tra il 2017 ed il 2022.

## Territorio
Come previsto dalla legge elettorale italiana del 2017, il collegio era stato definito tramite decreto legislativo all'interno della circoscrizione Veneto 2.
Era formato dal territorio di 6 comuni: Albignasego, Legnaro, Padova, Ponte San Nicolò, Rubano e Selvazzano Dentro.
Il collegio era quindi interamente compreso nella provincia di Padova.
Il collegio era parte del collegio plurinominale Veneto 2 - 01.

## Eletti
| Elezione | Elezione | Deputato          | Partito |
| -------- | -------- | ----------------- | ------- |
|          | 2018     | Arianna Lazzarini | Lega    |

## Dati elettorali

### XVIII legislatura
Come previsto dalla legge elettorale, 232 deputati erano eletti con sistema a maggioranza relativa in altrettanti collegi uninominali a turno unico.
| Candidati              | Candidati                   | Voti    | %     | Liste                    | Voti    | %     |
| ---------------------- | --------------------------- | ------- | ----- | ------------------------ | ------- | ----- |
|                        | Arianna Lazzarini ✔️ Eletto | 66 645  | 39,29 | Lega                     | 41 126  | 24,24 |
| Forza Italia           | Arianna Lazzarini ✔️ Eletto | 66 645  | 39,29 | 16 984                   | 10,01   |       |
| Fratelli d'Italia      | Arianna Lazzarini ✔️ Eletto | 66 645  | 39,29 | 7 127                    | 4,20    |       |
| Noi con l'Italia - UDC | Arianna Lazzarini ✔️ Eletto | 66 645  | 39,29 | 1 348                    | 0,79    |       |
|                        | Fabio Verlato               | 49 876  | 29,40 | Partito Democratico      | 38 693  | 22,81 |
| +Europa                | Fabio Verlato               | 49 876  | 29,40 | 8 779                    | 5,18    |       |
| Italia Europa Insieme  | Fabio Verlato               | 49 876  | 29,40 | 1 335                    | 0,79    |       |
| Civica Popolare        | Fabio Verlato               | 49 876  | 29,40 | 1 069                    | 0,63    |       |
|                        | Maurizio Motta              | 38 289  | 22,57 | Movimento 5 Stelle       | 38 289  | 22,57 |
|                        | Annalisa Di Maso            | 7 427   | 4,38  | Liberi e Uguali          | 7 427   | 4,38  |
|                        | Enrica Guzzonato            | 1 768   | 1,04  | Potere al Popolo!        | 1 768   | 1,04  |
|                        | Carlo Cardona               | 1 498   | 0,88  | CasaPound                | 1 498   | 0,88  |
|                        | Maria Verita Boddi          | 1 385   | 0,82  | Il Popolo della Famiglia | 1 385   | 0,82  |
|                        | Marco Satta                 | 950     | 0,56  | Italia agli Italiani     | 950     | 0,56  |
|                        | Donatella Noventa           | 721     | 0,43  | 10 Volte Meglio          | 721     | 0,43  |
|                        | Alessia Lotto               | 492     | 0,29  | Partito Valore Umano     | 492     | 0,29  |
|                        | Roberta Travaglia           | 383     | 0,23  | Grande Nord              | 383     | 0,23  |
|                        | Giulio Cesare Giorgino      | 198     | 0,12  | PRI - ALA                | 198     | 0,12  |
| Totale                 | Totale                      | 169 632 | 100   |                          | 169 632 | 100   |
|                        |                             |         |       |                          |         |       |
| Voti non validi        | Voti non validi             | 4 237   | 2,44  |                          |         |       |
| Votanti                | Votanti                     | 173 869 | 78,71 |                          |         |       |
| Elettori               | Elettori                    | 220 910 |       |                          |         |       |